# マーティン・ドネリー
ヒュー・ピーター・マーティン・ドネリー（Hugh Peter Martin Donnelly, 1964年3月26日 - ）は、北アイルランド・ベルファスト出身のレーシングドライバー。

## 主なレースキャリア
フォーミュラフォード2000を経て、1986年からイギリスF3に参戦。初年度にランキング3位を獲得するなど活躍を見せ、若手の有望株と目される。
1987年のマカオグランプリF3で優勝。それらの実績から、同年12月のエストリルF1合同テストに参加するベネトン・フォーミュラに呼ばれ、ベネトン・B187をテストドライブした。
イギリスF3選手権に参戦していた1988年シーズン途中に、国際F3000選手権にステップアップ。これはジョーダン（EJR：当時はF3000のチーム）のジョニー・ハーバートが足に重傷を負ったことによる代役起用だったが、デビュー戦で勝利を挙げるなど2勝しランキング3位を獲得。'88年末にはキャメル・チーム・ロータスと翌年のテスト・ドライバー契約を結んだ。この契約は1992年末までのオプション付きという長期でのつながりをロータスが確保したもので、ドネリーの国際F3000デビューウィンをロータスが高く評価していることが伺われた。翌1989年もEJRから国際F3000に継続参戦し、ジャン・アレジ、エリック・コマス、エリック・ベルナール、エディ・アーバインのライバルとして活躍。

### F1
1989年フランスGPを指の骨折のため欠場したデレック・ワーウィックの代役としてアロウズからF1にデビューし、12位で完走した。なお、この代役出走はワーウィック本人がドネリーの起用をチームに提案し、ドネリーのF3000のスケジュールと重なっていなかったため実現した。
翌1990年には、ロータスのレギュラーシートを手にするが、ロータス・102の戦闘力は低く、同期のアレジがティレル・019で躍進の一方で、苦しい戦いを強いられることとなった。第13戦ポルトガルGP消化時点で、最高位は第10戦ハンガリーGPにおける7位と、ポイントも獲得できていなかった。

#### 大クラッシュ
第14戦スペインGP（ヘレス・サーキット）の金曜日フリー走行で10位の好タイムをマークした。当日の朝には、来シーズンは500万ドルを受け取ってチームのナンバー1ドライバーになり、ミカ・ハッキネンをナンバー2に迎えるという契約に合意していたという。期待のかかる状態で午後の予選1日目を迎えたが、予選終了8分前にタイムアタックをしていたドネリーはピット裏のエンツォ・フェラーリ・コーナー手前の右高速コーナーでマシンが粉々になる大クラッシュを起こす。
6速全開で抜けるその右高速コーナーを時速250kmで走行中、左フロントサスペンションが壊れ、外側ガードレールへ直角に近い角度で激突。テレメトリーデータでは激突時の時速は140マイル（約225km/h）、42Gの衝撃が発生した。カーボンファイバー製モノコックの前半分は粉々に粉砕され、ドネリーはシートベルトを締めたシートごとコースに投げ出された。手足の関節は異なる方向に曲がり、コースに横たわり身動きしないドネリーの姿は、関係者・視聴者に大きな衝撃を与えた。グランプリドクターのシド・ワトキンス医師の応急処置を受け、ヘリコプターでセビリアの病院へ搬送されたが、左足を膝の上下で複雑骨折、右足膝下骨折、右ほお骨、鎖骨など全身の数箇所を骨折し、内臓破裂（特に右肺が大きなダメージを受けていたため呼吸に支障があった）に伴い一時は危篤状態となった。心臓が3度停止し、ドネリーの母親は臨終の儀式のため地元の司祭を病院へ連れてきた。最終的には一命を取り留め、ロンドンの病院へ移り、6週間人工呼吸器を付け、1カ月間腎臓透析を受けた。
当時ロータスは資金難に苦しんでいた。彼の乗っていた102シャシーのモノコックは既に一万キロ以上を走行していたともいわれ、疲労した車体を換えることもままならないなかでのレース参加であった。チーフデザイナーのフランク・ダーニーは当該シャシーを調査後、クラッシュの原因は左フロント・サスペンションのプルロッド・ロッカーアームの不具合の可能性を示唆した。
なお、同僚のデレック・ワーウィックが、事故発生時、極めて自己中心的な性格と言われたネルソン・ピケが、コース上に横たわるドネリーの前にマシンを停め、後続車に轢かれないように守ったり、他人に寸毫の容赦もないドライブをすると評されたアイルトン・セナが、ドネリーの姿を撮ろうと群がるカメラマンを追い払ったりする様子に、「彼等の人間らしい別の一面を見た」と述懐している。

### 事故後
事故後、日常生活を営めるレベルまでには回復したが、左足は右足より1インチと5/8短くなり、関節の曲げ伸ばしに障害が残った。ドネリーはリハビリや再手術を行いながら復帰を目指した。かつてニキ・ラウダのカムバックを手助けした医師に会うためオーストリアへ向かい、ラウダはラウダ航空のシートを無償で用意してくれた。1993年6月には、エディ・ジョーダンがドネリーと約束していたというF1マシンドライブの機会を設け、シルバーストーン・サーキットでジョーダン・192シャシーにハート・1035エンジンを搭載したマシンを走らせている。しかし、5秒以内にコクピットから脱出するというテストに合格できず、レーシングドライバーとして復帰することはできなかった。その後はストレスなどから事故後にドネリーを看病した妻とも亀裂が入り、離婚に至っている。
1995年頃、自身のチーム「マーティン・ドネリー・レーシング」を立ち上げ、F3やフォーミュラ・ヴォクスホール等にも参戦。
現在はフォーミュラ・ルノー3.5などに参戦する英国の「コムテック・レーシング」で、ドライバー育成担当マネージャーの職についている。また、F1のスチュワード（競技審査委員）を担当することもある。
2011年、英国のモータースポーツイベント「グッドウッド・フェスティバル・オブ・スピード」で、クラシック・チーム・ロータス（CTL）がレストアしたロータス・102を21年ぶりにドライブし、ヒルクライムに出場した。
2019年7月、チャリティーライドに参加した際モペットで転倒し、古傷がある左足をさらに痛めてしまい、医師からは切断しなければならなくなる可能性を聞かされた。ドネリーを支援するため「GoFundMeキャンペーン」が立ち上げられ、5万ユーロ以上の寄付金が集まった。
2025年のアメリカ映画『F1/エフワン』に登場する主人公のソニー・ヘイズ（演：ブラッド・ピット）の「1990年代、アイルトン・セナとのレース中に起きた壮絶なクラッシュで重傷を負い、F1でのキャリアを絶たれた」という設定はドネリーをモデルにしており、映画中ではドネリーが実際にクラッシュした際の映像も使用されている。

## レース戦績

### 略歴
| 年   | シリーズ                                   | チーム                                                         | レース | 勝利 | PP | FL | 表彰台 | ポイント | 順位 |
| ---- | ------------------------------------------ | -------------------------------------------------------------- | ------ | ---- | -- | -- | ------ | -------- | ---- |
| 1983 | イギリス・フォーミュラ3                    | エディ・ジョーダン・レーシング                                 | 1      | 0    | 0  | 0  | 0      | 0        | NC   |
| 1986 | イギリス・フォーミュラ3                    | スワロウ・レーシング                                           | 17     | 4    | 1  | 0  | 7      | 59       | 3位  |
| 1986 | マカオグランプリ                           | スワロウ・レーシング                                           | 1      | 0    | 0  | 0  | 0      | N/A      | DNF  |
| 1987 | イギリス・フォーミュラ3                    | スワロウ・レーシング／インタースポーツ・レーシング             | 18     | 2    | 2  | 1  | 8      | 61       | 3位  |
| 1987 | マカオグランプリ                           | インタースポーツ・エンジニアリング w/ Mr. ジューシー（英語版） | 1      | 1    | 1  | 0  | 1      | N/A      | 1位  |
| 1988 | イギリス・フォーミュラ3                    | セルネット・リコー・レーシング／インタースポーツ・チーム       | 12     | 3    | 4  | 2  | 7      | 54       | 4位  |
| 1988 | 国際・F3000選手権                          | エディ・ジョーダン・レーシング                                 | 5      | 2    | 0  | 2  | 4      | 30       | 3位  |
| 1988 | 世界スポーツカー選手権                     | リチャード・ロイド・レーシング／SARD                           | 3      | 0    | 0  | 0  | 0      | 8        | 59位 |
| 1989 | 国際・F3000選手権                          | エディ・ジョーダン・レーシング                                 | 10     | 1    | 1  | 1  | 2      | 13       | 8位  |
| 1989 | 全日本・F3000選手権                        | Team Kygnus Tonen                                              | 3      | 0    | 0  | 0  | 0      | 0        | NC   |
| 1989 | スーパーカップ（英語版）                   | ニスモ                                                         | 1      | 1    | 0  | 1  | 1      | 12       | 8位  |
| 1989 | 全日本・スポーツプロトタイプカー耐久選手権 | Takefuji Racing Team                                           | 1      | 0    | 0  | 0  | 0      | 6        | 29位 |
| 1989 | フォーミュラ1                              | アロウズ・グランプリ・インターナショナル                       | 1      | 0    | 0  | 0  | 0      | 0        | NC   |
| 1990 | フォーミュラ1                              | キャメル・チーム・ロータス                                     | 12     | 0    | 0  | 0  | 0      | 0        | NC   |
| 1990 | ル・マン24時間レース                       | ニスモ                                                         | 1      | 0    | 0  | 0  | 0      | N/A      | DNF  |
| 2015 | イギリス・ツーリングカー選手権             | インフィニティ・サポート・アウア・パラス・レーシング（英語版） | 3      | 0    | 0  | 0  | 0      | 0        | 35位 |

### イギリス・フォーミュラ3選手権
| 年     | エントラント                                             | シャシー        | エンジン              | タイヤ | クラス | 1     | 2      | 3       | 4       | 5     | 6     | 7     | 8       | 9      | 10      | 11      | 12    | 13    | 14    | 15    | 16      | 17    | 18    | 19      | 20  | 順位 | ポイント |
| ------ | -------------------------------------------------------- | --------------- | --------------------- | ------ | ------ | ----- | ------ | ------- | ------- | ----- | ----- | ----- | ------- | ------ | ------- | ------- | ----- | ----- | ----- | ----- | ------- | ----- | ----- | ------- | --- | ---- | -------- |
| 1983年 | エディ・ジョーダン・レーシング                           | ラルト・RT3     | トヨタ 2T-G           | A      | A      | SIL   | THR    | SIL     | DON     | THR   | SIL   | THR   | BRH     | SIL    | SIL     | CAD     | SNE   | SIL   | DON   | OUL   | SIL     | OUL   | THR   | SIL Ret | THR | NC   | 0        |
| 1986年 | スワロウ・レーシング                                     | ラルト・RT30    | フォルクスワーゲン GX | A      | A      | THR 3 | SIL 8  | THR Ret | SIL DNS | BRH 4 | THR 7 | DON 1 | SIL Ret | SIL 16 | OUL 1   | ZAN 4   | DON 1 | SNE 7 | SIL 1 | BRH 2 | SPA Ret | ZOL 2 | SIL 8 |         |     | 3位  | 59       |
| 1987年 | スワロウ・レーシング                                     | レイナード・873 | フォルクスワーゲン GX | A      | A      | SIL C | THR 10 | BRH 9   | SIL 4   | THR 5 | SIL 8 | BRH 3 |         | SIL 7  |         |         |       |       |       |       |         |       |       |         |     | 3位  | 61       |
| 1987年 | インタースポーツ・レーシング                             | ラルト・RT31    | トヨタ 3S-G           | A      | A      |       |        |         |         |       |       |       | THR 3   |        | ZAN 2   | DON Ret | SIL 2 | SNE 2 | DON 5 | OUL 1 | SIL 8   | BRH 1 | SPA 2 | THR 4   |     | 3位  | 61       |
| 1988年 | セルネット・リコー・レーシング／インタースポーツ・チーム | ラルト・RT31    | トヨタ 3S-G           | A      | A      | THR 2 | SIL 3  | THR 1   | BRH 7   | DON 1 | SIL 2 | BRH 4 | THR 3   | SIL 5  | DON Ret | SIL 8   | SNE 1 | OUL   | SIL   | BRH   | SPA     | THR   | SIL   |         |     | 4位  | 54       |

- 太字はポールポジション、斜字はファステストラップ。(key)

### 国際F3000
| 年     | エントラント           | 1       | 2       | 3       | 4       | 5       | 6     | 7     | 8       | 9     | 10      | 11    | DC  | ポイント |
| ------ | ---------------------- | ------- | ------- | ------- | ------- | ------- | ----- | ----- | ------- | ----- | ------- | ----- | --- | -------- |
| 1988年 | ジョーダン・レーシング | JER     | VLL     | PAU     | SIL     | MNZ     | PER   | BRH 1 | BIR 2   | BUG 2 | ZOL Ret | DIJ 1 | 3位 | 30       |
| 1989年 | ジョーダン・レーシング | SIL Ret | VLL DSQ | PAU Ret | JER Ret | PER Ret | BRH 1 | BIR 3 | SPA Ret | BUG 7 | DIJ 17  |       | 8位 | 13       |

- 太字はポールポジション、斜字はファステストラップ。(key)

### 全日本F3000
| 年     | エントラント      | 1   | 2   | 3   | 4     | 5     | 6       | 7   | 8   | DC | ポイント |
| ------ | ----------------- | --- | --- | --- | ----- | ----- | ------- | --- | --- | -- | -------- |
| 1989年 | Team Kygnus Tonen | SUZ | FUJ | MIN | SUZ 9 | SUG 7 | FUJ Ret | SUZ | SUZ | NC | 0        |

- 太字はポールポジション、斜字はファステストラップ。(key)

### フォーミュラ1
| 年     | エントラント | シャシー | エンジン                    | 1       | 2       | 3     | 4       | 5       | 6     | 7      | 8       | 9       | 10    | 11     | 12      | 13      | 14      | 15  | 16  | WDC | ポイント |
| ------ | ------------ | -------- | --------------------------- | ------- | ------- | ----- | ------- | ------- | ----- | ------ | ------- | ------- | ----- | ------ | ------- | ------- | ------- | --- | --- | --- | -------- |
| 1989年 | アロウズ     | A11      | フォード・コスワース DFR V8 | BRA     | SMR     | MON   | MEX     | USA     | CAN   | FRA 12 | GBR     | GER     | HUN   | BEL    | ITA     | POR     | ESP     | JPN | AUS | NC  | 0        |
| 1990年 | ロータス     | 102      | ランボルギーニ 3512 3.5 V12 | USA DNS | BRA Ret | SMR 8 | MON Ret | CAN Ret | MEX 8 | FRA 12 | GBR Ret | GER Ret | HUN 7 | BEL 12 | ITA Ret | POR Ret | ESP DNS | JPN | AUS | NC  | 0        |

- 太字はポールポジション、斜字はファステストラップ。(key)

### イギリス・ツーリングカー選手権
| 年     | チーム                                               | 車両                | 1     | 2     | 3     | 4     | 5     | 6     | 7        | 8        | 9         | 10    | 11    | 12    | 13    | 14    | 15    | 16    | 17    | 18    | 19    | 20    | 21    | 22    | 23    | 24    | 25    | 26    | 27    | 28    | 29    | 30    | 順位 | ポイント |
| ------ | ---------------------------------------------------- | ------------------- | ----- | ----- | ----- | ----- | ----- | ----- | -------- | -------- | --------- | ----- | ----- | ----- | ----- | ----- | ----- | ----- | ----- | ----- | ----- | ----- | ----- | ----- | ----- | ----- | ----- | ----- | ----- | ----- | ----- | ----- | ---- | -------- |
| 2015年 | インフィニティ・サポート・アウア・パラス・レーシング | インフィニティ・Q50 | BRH 1 | BRH 2 | BRH 3 | DON 1 | DON 2 | DON 3 | THR 1 20 | THR 2 19 | THR 3 Ret | OUL 1 | OUL 2 | OUL 3 | CRO 1 | CRO 2 | CRO 3 | SNE 1 | SNE 2 | SNE 3 | KNO 1 | KNO 2 | KNO 3 | ROC 1 | ROC 2 | ROC 3 | SIL 1 | SIL 2 | SIL 3 | BRH 1 | BRH 2 | BRH 3 | 35位 | 0        |

- 太字はポールポジション、斜字はファステストラップ。(key)